# Bouscarle des Palau
Horornis annae
Espèce
Synonymes
- Psammathia annae Hartlaub & Finsch, 1868
- Cettia annae (Hartlaub & Finsch, 1868)

Statut de conservation UICN

 LC  : Préoccupation mineure
La Bouscarle des Palau (Horornis annae) est une espèce de passereaux de la famille des Cettiidae.

## Distribution
Cette espèce est endémique des îles Palaos.

## Description
La bouscarle des Palau mesure 16,5 cm.

## Publication originale
- Hartlaub & Finsch, 1868 : On a collection of birds from the Pelew Islands. Proceedings of the Zoological Society of London, vol. 1868, p. 4-9 (texte intégral).